# Ребекка Дауні
Ребекка Дауні (англ. Rebecca "Becky" Downie, нар. 24 січня 1992, Ноттінгем) — британська гімнастка. Учасниця Олімпійських ігор. Багаторазова призерка чемпіонатів світу, Європи та Європейських ігор. Спеціалістка вправи на різновисоких брусах. Володарка іменного елементу в спортивній гімнастиці.

## Біографія
Має сестру Еліссу Дауні, яка є призеркою чемпіонатів світу та Європи зі спортивної гімнастики.
У 2018 році разом з сестрою Еліссою Дауні створила колекцію гімнастичних купальників.

## Спортивна кар'єра
Перед гімнастикою займалась балетом та танцями, які не дуже добро виходили, тому вирішила піти на спортивну гімнастику разом зі шкільним другом. З семи років займається гімнастикою, з 11 років - професійно.

#### 2015
На чемпіонаті світу в команді здобула бронзову нагороду, яка стала першою медаллю в команді жіночої збірної Великої Британії в історії.

#### 2016
На Олімпійські ігри 2016 в Ріо-де-Жанейро, Бразилія, приїхала в хорошій формі, розраховуючи на медаль, однак, під час кваліфікації допустила помилки та до фіналів в окремих видах не кваліфікувалась. Думала, про завершення кар'єри, але вирішила залишитися на ще один олімпійський цикл.

#### 2017
На чемпіонаті Європи у фіналі вправи на різновисоких брусах отримала травму і знялась з фіналу вправи на колоді. Відновлення після травми хрестоподібної зв'язки ліктя зайняло більше року.

#### 2018
На чемпіонаті Європи в Глазго, Велика Британія, через отримання травми на тренуванні була змушена знятися зі змагань.
В Досі, Катар, на чемпіонаті світу разом з Еліссою Дауні, Джорджією-Мей Фентон, Еліс Кінселлою та Келлі Сімм посіла дев'яте місце, в фіналі вправи на різновисоких брусах була сьомою.

#### 2019
На ІІ Європейських іграх у Мінську, Білорусь, виборола срібну нагороду у вправі на різновисоких брусах.
На чемпіонаті світу 2019 року у командному фіналі разом з Еліссою Дауні, Джорджією-Мей Фентон, Еліс Кінселлою та Теєю Джеймс посіли шосте місце, що дозволило здобули командну олімпійську ліцензію на Літні Олімпійські ігри 2020 у Токіо, Японія. В фінали вправи на різновисоких брусах виборола срібну нагороду.

## Результати на турнірах
| Рік  | Змагання         | КБ | ІБ | Опорний стрибок | Різновисокі бруси | Колода | Вільні вправи |
| ---- | ---------------- | -- | -- | --------------- | ----------------- | ------ | ------------- |
| 2008 | Чемпіонат Європи | 6  |    | 8               | 8                 |        |               |
| 2008 | Олімпійські ігри | 9  | 12 |                 |                   |        |               |
| 2009 | Чемпіонат Європи |    | 11 |                 | 6                 | 6      |               |
| 2009 | Чемпіонат світу  |    | 15 |                 |                   |        |               |
| 2010 | Чемпіонат Європи | 2  |    |                 | 5                 |        |               |
| 2010 | Чемпіонат світу  | 7  |    |                 |                   |        |               |
| 2011 | Чемпіонат світу  | 5  |    |                 |                   |        |               |
| 2013 | Чемпіонат Європи |    |    |                 | 7                 |        |               |
| 2013 | Чемпіонат світу  |    |    |                 | 8                 |        |               |
| 2014 | Чемпіонат Європи | 2  |    |                 | 1                 | 4      |               |
| 2014 | Чемпіонат світу  | 6  |    |                 | 5                 |        |               |
| 2015 | Чемпіонат Європи |    |    |                 | 2                 | 2      |               |
| 2015 | Чемпіонат світу  | 3  |    |                 |                   |        |               |
| 2016 | Чемпіонат Європи | 2  |    |                 | 1                 | 6      |               |
| 2016 | Олімпійські ігри | 5  |    |                 |                   |        |               |
| 2017 | Чемпіонат Європи |    |    |                 | 7                 | WD     |               |
| 2018 | Чемпіонат світу  | 9  |    |                 | 7                 |        |               |
| 2019 | Європейські ігри |    |    |                 | 2                 |        |               |
| 2019 | Чемпіонат світу  | 6  |    |                 | 2                 |        |               |
| 2024 | Олімпійські ігри | 4  |    |                 | 7                 |        |               |

## Іменний елемент
Елемент різновисоких брусів "Downie" було названо на честь Ребекки Дауні, який було виконано на чемпіонаті світу 2010 року в Роттердамі, Нідерланди.